# Joel Shapiro

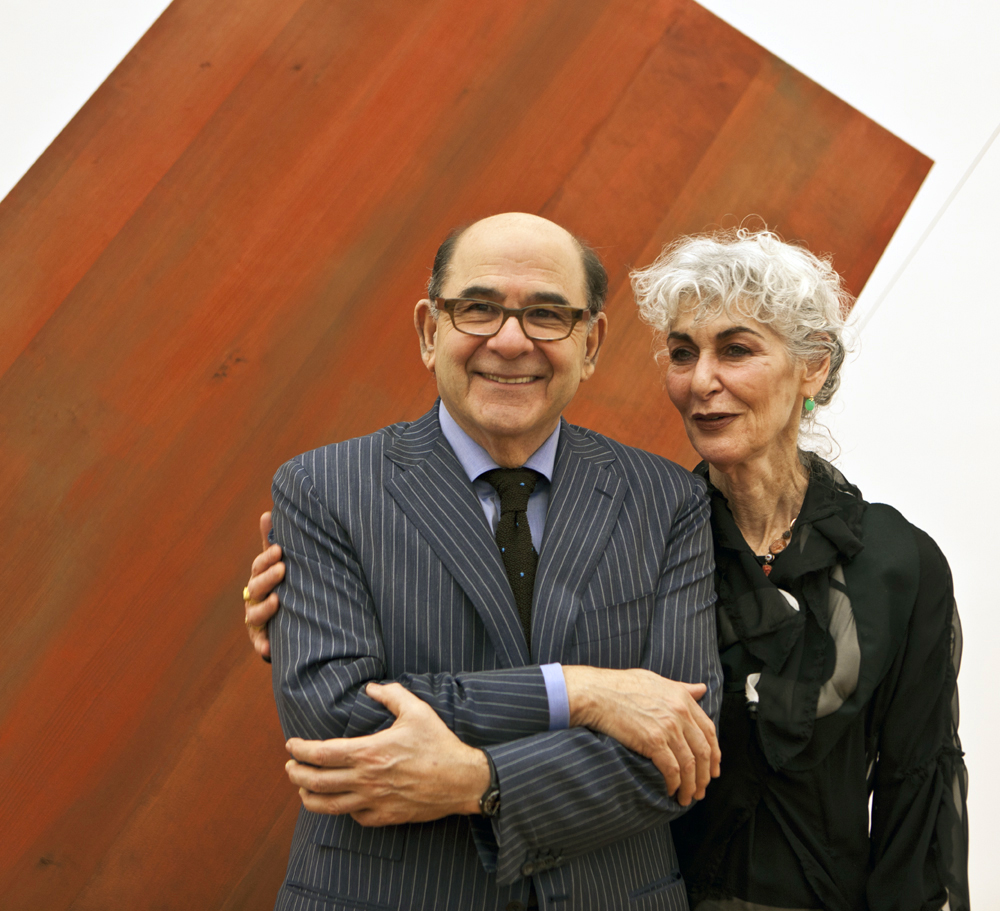
Joel Shapiro (links) anlässlich seiner Ausstellungseröffnung im Kölner Museum Ludwig am 25. Februar 2011

Joel Shapiro (* 27. September 1941 in New York City; † 14. Juni 2025 ebenda) war ein US-amerikanischer bildender Künstler.

## Leben

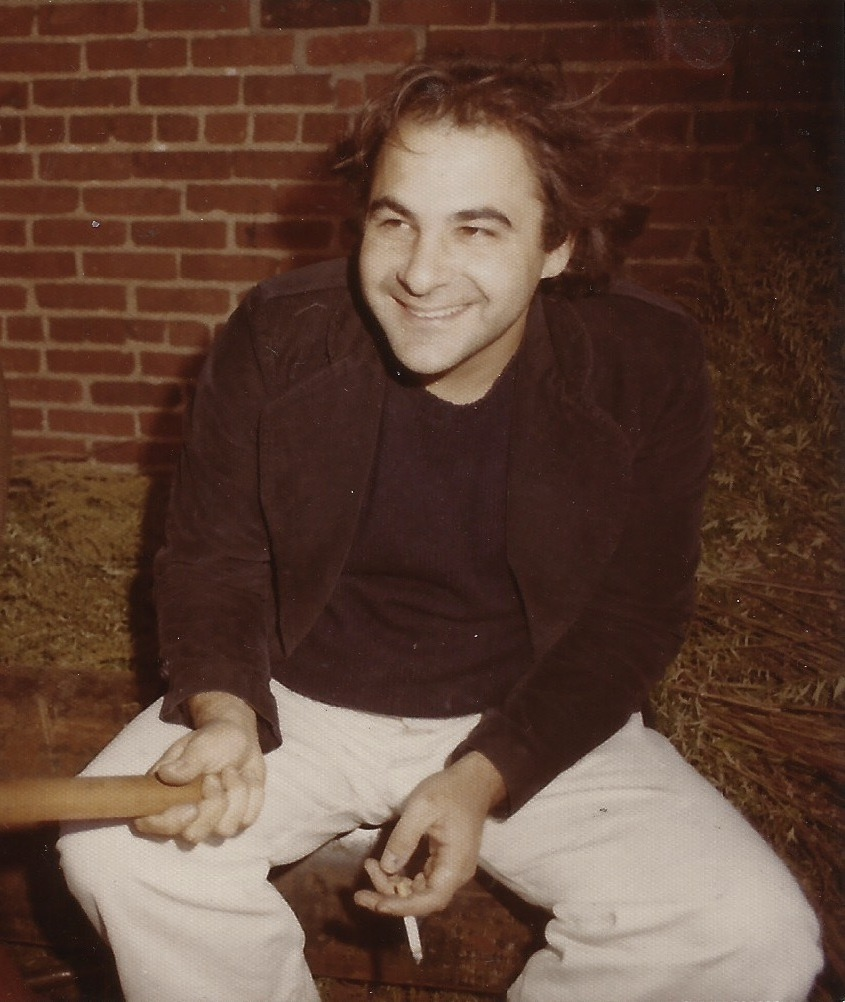
Joel Shapiro um 1973

Shapiro wuchs in New York City auf. 1964 schloss er an der Universität New York seinen Bachelor of Arts (B.A.) ab, 1969 ebenda seinen Master of Arts (M.A.). Von 1965 bis 1967 diente er als Freiwilliger im Friedens-Corps in Indien. Schon 1970 konnte er sich an der jährlichen Ausstellung Contemporary American Sculpture im Whitney Museum of American Art, New York, beteiligen. 1976 vertrat er die Vereinigten Staaten auf der 37. Biennale von Venedig, 1980 auf der 39. 1977 nahm Shapiro an der documenta 6 in Kassel teil, ebenso 1982 an der documenta 7. Seine Werke sind in zahlreichen internationalen Sammlungen vertreten. Shapiro lebte und arbeitete in New York City. Er war mit der Künstlerin Ellen Phelan verheiratet.

## Werk
Shapiro ist bekannt für seine raumgreifenden Skulpturen aus Gusseisen bzw. Bronze (und auch Holz), die aus balkenförmigen Elementen – auf den ersten Blick wahllos – zusammengeschweißt und labil scheinen. Seine Formensprache entwickelte Shapiro in den 1970er Jahren in Auseinandersetzung mit dem Minimalismus. Seit den 1980er Jahren wurde die menschliche Figur für ihn zu einem wiederkehrenden Thema, die er – in stark stilisierter Form – meist im Zustand einer Bewegung oder in einer Pose festhielt. Dort, wo sie an eine bestimmte Haltung erinnern, können seine Skulpturen beim Betrachter Emotionen ansprechen. Von seinen über 20 Arbeiten im öffentlichen Raum sind zwei seiner Bronzen in Deutschland zu finden:
Ohne Titel (1994) vor dem Quartier 205, Berlin, sowie
Untitled (1996/99) im Skulpturenpark Köln. Zu seinen bekanntesten Werken im öffentlichen Raum zählt die Skulptur vor dem United States Holocaust Memorial Museum in Washington, D.C.

## Auszeichnungen
- 1975 Visual Arts Fellowship, National Endowment for the Arts (USA)
- 1984 Brandeis University Creative Arts Award
- 1986 Skowhegan Medaille für Skulptur
- 1990 Verdienstorden für Skulptur, American Academy and Institute of Arts and Letters, New York
- 1994 ernannt zum Mitglied der Königlich-schwedischen Akademie der freien Künste
- 1998 ernannt zum Mitglied der American Academy of Arts and Letters, New York
- 2012 gewählt zum Mitglied (NA) der National Academy of Design, New York[6]

## Einzelausstellungen (Auswahl)

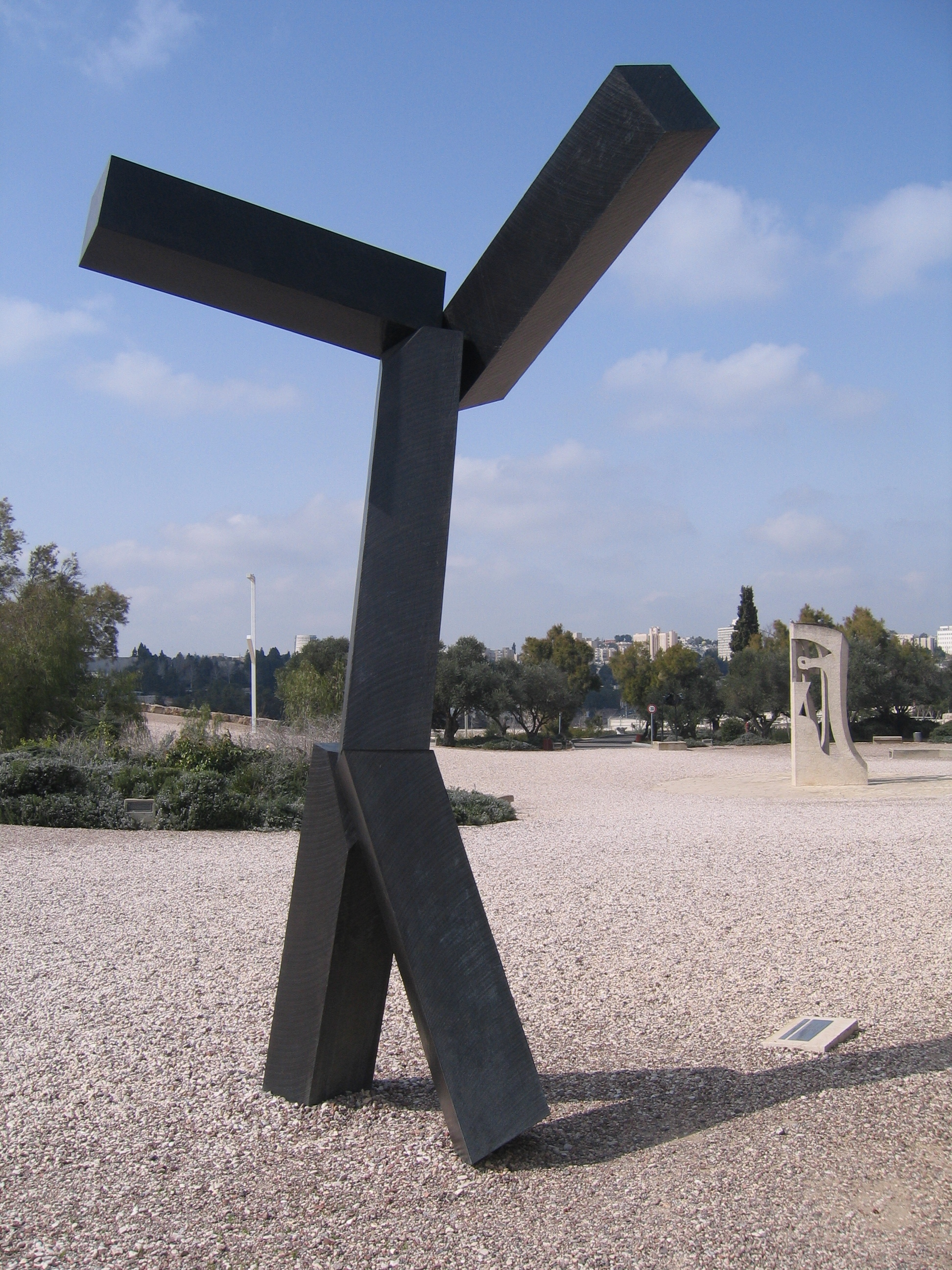
Untitled (1996), Israel-Museum, Jerusalem, Israel

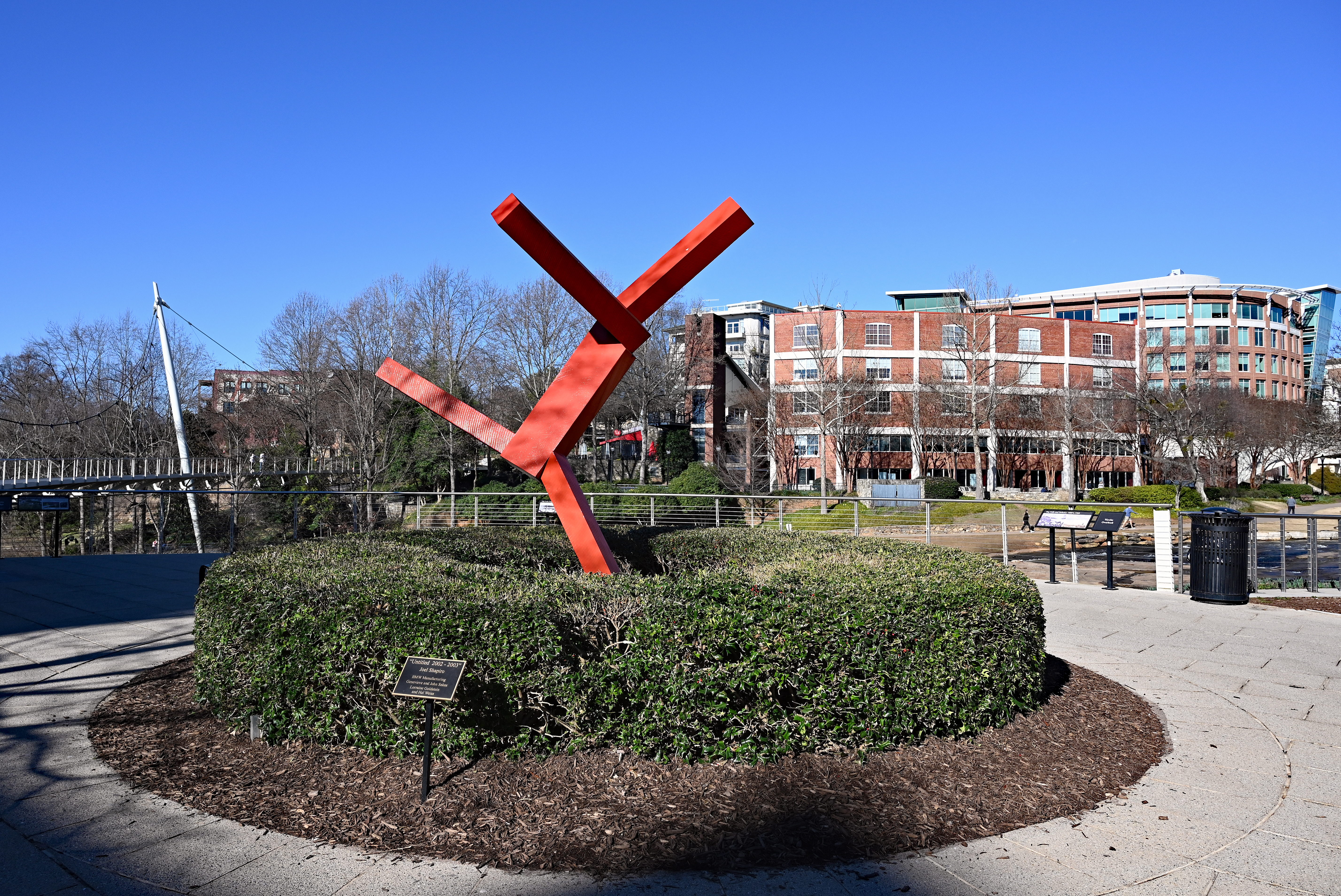
Untitled (2002–2003), Greenville, South Carolina, USA

Zu den mit «K» gekennzeichneten Ausstellungen erschien ein Katalog.
- 1970 Paula Cooper Gallery, New York
- 1973 P.S.1 Contemporary Art Center, New York City
- 1976 Museum of Contemporary Art, ChicagoK
- 1980 Whitechapel Art Gallery, London / Museum Haus Lange, Krefeld / Moderna Museet, StockholmK
- 1981 The Israel Museum, JerusalemK
- 1982–1984 Whitney Museum of American Art, New York / Dallas Museum of Fine Arts / Art Gallery of Ontario, Toronto / San Diego Museum of Contemporary ArtK
- 1985–1986 Stedelijk Museum, Amsterdam / Kunstmuseum Düsseldorf / Staatliche Kunsthalle, Baden-BadenK
- 1986 Seattle Art Museum
- 1987 Painted Wood – Hirshhorn Museum & Sculpture Garden, Washington D.C.K
- 1988 Recent Sculptures and Drawings – Cleveland Museum of ArtK
- 1989 Playing with Human Geometry: Joel Shapiro’s Sculpture, The Toledo Museum of Art
- 1990 Skulptur & Grafik 1985-1990 – Museum VarbergK; Tracing the Figure – Des Moines Art CenterK
- 1990–1991 IVAM Centro Julio Gonzalez, Valencia / Louisiana Museum of Modern Art, Humlebaek / Kunsthalle Zürich / Musee des Beaux-Arts, CalaisK
- 1991 Joel Shapiro: Selected Drawings, Center for the Fine Arts, Miami K
- 1995–1996 Outdoors – The Walker Arts Center, Minneapolis / Nelson-Atkins Museum of Art, Kansas CityK (erste große Ausstellung zu den Bronzen)
- 1997 Sculpture in Clay, Plaster, Wood, Iron and Bronze – 1971-1997 – Addison Gallery of American Art, Phillips Academy, Andover Massachusetts
- 1997/1998 Skulpturen 1993 - 1997 – Haus der Kunst, München / Barlach HALLE K, HamburgK
- 1999 Roma – American Academy, Rom, und verteilt über die Stadt; Museum of Fine Arts, Boston
- 1999–2000 Sculptures 1974-1999 – Yorkshire Sculpture Park, Wakefield
- 2000–2001 Spoleto Festival USA, Charleston / McNay Art Museum, San Antonio / Denver Art Museum
- 2001 Joel Shapiro on the Roof – Metropolitan Museum of Art, New York City
- 2004 Middlebury College Museum of Art
- 2008 Gana Art Center, Seoul; Minneapolis Institute of Arts (Minnesota)
- 2011 Museum Ludwig, Köln

## Sammlungen (Auswahl)
- Museum of Modern Art, New York
- Whitney Museum of American Art, New York
- Museum of Fine Arts, Houston, Texas
- Tate Britain, London
- Peggy Guggenheim Collection, Venedig
- Kiasma – Museum für zeitgenössische Kunst, Helsinki
- Tel Aviv Museum of Art
- Israel Museum, Jerusalem
- Hirshhorn Museum and Sculpture Garden, Washington, D.C.
- United States Holocaust Memorial Museum, Washington, D.C.
- Kunsthaus Zürich
- Louisiana Museum of Modern Art, Humlebaek
- Moderna Museet, Stockholm
- Centre Georges Pompidou, Paris
- National Gallery of Australia, Canberra
- Stedelijk Museum, Amsterdam
- Beeldenroute Westersingel, Rotterdam
- Yorkshire Sculpture Park